# Бурнаев, Сергей Александрович
Серге́й Алекса́ндрович Бурна́ев (15 января 1982 — 28 марта 2002) — российский военнослужащий, сержант внутренних войск, участник боевых действий в Чеченской Республике, ценой своей жизни спасший товарищей при взрыве боевой гранаты. Герой Российской Федерации (2002).

## Биография
Родился 15 января 1982 года в посёлке городского типа Дубёнки Дубёнского района Мордовской АССР. Русский. С 1987 года семья проживала в посёлке городского типа Заокский Заокского района Тульской области. В мае 2000 года призван на срочную службу во Внутренние войска МВД России. Служил в 1-м Краснознамённом отряде специального назначения «Витязь», который входит в состав Отдельной дивизии оперативного назначения Внутренних войск МВД РФ.
В составе отряда дважды выезжал в командировки для участия в боевых действиях в период Второй чеченской войны: с декабря 2000 года по май 2001 года и с ноября 2001 года. Проявил мужество и мастерство в нескольких спецоперациях.

## Подвиг
28 марта 2002 года отряд проводил спецоперацию в городе Аргун (Чеченская Республика). В ходе операции бойцами был обнаружен крупный склад оружия и боеприпасов в подвале одной из средних школ города. Также была обнаружена целая система подземных ходов, выходящих в тот же подвал. Было принято решение обследовать эти ходы. Продвигаясь первым, сержант Бурнаев обнаружил группу боевиков и вступил с ними в бой. В полной темноте при вспышках огня от автоматной очереди он увидел, как по полу подземного коридора в сторону его товарищей катится брошенная боевиками граната. Бросать её обратно уже не было времени, и ради спасения товарищей Сергей закрыл гранату своим телом, спасая жизни остальных бойцов ценой собственной. Бандгруппа в составе 8 боевиков была уничтожена полностью, обнаружено большое количество оружия. Из российских военнослужащих никто, кроме Сергея Бурнаева, в этом бою не погиб.
Похоронен в посёлке Заокский Тульской области.
За мужество и героизм, проявленные при выполнении специального задания в условиях, сопряжённых с риском для жизни, Указом Президента Российской Федерации от 16 сентября 2002 года № 992 сержанту Бурнаеву Сергею Александровичу присвоено звание Героя Российской Федерации (посмертно).
10 ноября 2002 года Президент РФ В. В. Путин вручил медаль «Золотая Звезда» Героя России матери С. А. Бурнаева. На родине Героя в посёлке Дубёнки установлен памятник в его честь, а в посёлке Заокском Тульской области — мемориальная доска на здании школы, в которой учился Герой. Герой России С. А. Бурнаев навечно зачислен в списки своей воинской части Внутренних войск. В городе Реутов Московской области на Аллее Героев воинского мемориального комплекса «Всем реутовцам, погибшим за Отечество» (улица Победы) также установлен бронзовый бюст героя.
Ровно через десять лет, 28 марта 2012 года, подвиг Сергея Бурнаева повторил майор Сергей Солнечников, командир батальона войск связи России. Во время учений солдат срочной службы неудачно бросил боевую гранату РГД-5 так, что она оказалась в зоне поражения сослуживцев. Офицер мгновенно осознал произошедшее, оттолкнул растерявшегося солдата, накрыл собой гранату и ценой своей жизни спас солдат.